# Мир духов
«Мир духов (Зимнее солнцестояние. Часть 1)» (англ. The Spirit World (Winter Solstice, Part 1)) — седьмой эпизод первого сезона американского мультсериала «Аватар: Легенда об Аанге».

## Сюжет
Команда летит на Аппе. Аанг проверяет, что облака состоят из воды. Затем они замечают сгоревший лес, и Аватар опечален из-за бесчеловечности народа Огня, который устроил пожар. Тем временем дядя Айро принимает ванну на природе, и к нему подходит принц Зуко. Он сообщает, что они напали на след Аватара и говорит дяде быть на корабле через полчаса. Катара подбадривает Аанга, говоря, что лес снова вырастет, давая ему жёлудь, который когда-нибудь станет могучим дубом. Они встречают старого путника, который просит у Аватара помощи деревне. В посёлке ему рассказывают, что по ночам является страшный дух Хей Бай, громящий их строения. Аанг не уверен, что сможет помочь людям, так как никто не обучал его познаниям о мире духов, но он решает попробовать.
Айро просыпается, понимая, что племянника уже нет, и на него нападают маги земли. Они пленят его. Вечером Аанг просит духа оставить деревню в покое, обращаясь в пустоту, но когда уходит, то сзади появляется Хей Бай. Аанг пытается поговорить с ним, но дух начинает разрушать деревню. Сокка хочет помочь Аватару, но его просят этого не делать. Когда Хей Бай отбрасывает Аанга, Сокка не выдерживает и идёт на помощь. Дух хватает Сокку и бежит из деревни, а Аанг следует за ним. Зуко обнаруживает, что дядю похитили. Аанг летит за духом и пытается спасти друга, но Хей Бай с Соккой исчезают, когда Аватар прикасается к ним. Маги земли сообщают Айро, что везут его на суд в Ба-Синг-Се. Он падает с лошади, оставляя свой тапок на земле как подсказку для Зуко, а затем его поднимают. Катара ждёт Аанга и Сокку у входа в деревню. Путник утешает девочку. Аватар возвращается без Сокки, но его не замечают, потому что он в мире духов.
На утро Зуко находит тапок дяди и идёт по его следу. К деревне подлетает дух дракона Аватара Року, и Аанг садится на него. Они пролетают мимо Айро, который их видит в отличие от магов земли. Он просит солдат затянуть потуже его наручники, и когда воин делает это, Айро нагревает их. Пользуясь моментом, он пытается сбежать, выпуская огонь из ног, и сваливается с горы. Дракон доставляет Аанга на остров, захваченный людьми Огня, в комнату со статуей Року. Дух также показывает ему о приближении кометы. Ещё дракон указывает ему на луч шпиля, который в день зимнего солнцестояния падёт на статую Року, и тогда Аанг сможет с ним поговорить. Маги земли догоняют Айро и собираются судить его на месте. Катара, летя на Аппе, ищет Аанга и Сокку, но не находит их и возвращается обратно. Зуко замечает зубра, когда идёт по следу дяди. Дракон возвращает Аанга к его телу, и Аватар возвращается в деревню, сообщая, что потерял Сокку. Маги земли хотят раздробить Айро его опасные руки. Выбрав спасение дяди вместо погони за Аватаром, Зуко в последний момент успевает прийти на помощь и освобождает его. Вместе они побеждают солдат Царства Земли. К ночи Аанг снова встречается с Хей Баем и понимает, что тот является духом сожжённого леса. Аватар объясняет ему, что лес возродится, отдавая духу жёлудь. Хей Бай из жуткого чудовища превращается в свой обычный облик большой панды и уходит, возвращая Сокку и всех остальных похищенных людей. Жители деревни благодарят Аватара, снаряжая команду провиантом в дорогу. Аанг говорит друзьям, что им нужно на остров.

## Отзывы

Динамика оценок IGN к эпизодам 1 сезона мультсериала

Тори Айрленд Мелл из IGN поставил эпизоду оценку 8,5 из 10 и написал, что в серии «впервые упоминается мир духов и его отличия». Критик посчитал, что «дядя Айро был великолепен на этой неделе». В конце рецензент отметил, что «в целом, с некоторыми проблемами, эту серию было интересно смотреть».
Хайдену Чайлдсу из The A.V. Club показалось интересным, что «дух стоит на четырёх ногах и использует свои крошечные чёрные ручки, чтобы разрушить город и ударить Аватара». Критик подметил, что в эпизоде Аанг получает опыт общения с духами через прикосновение ко лбу.
Даниэль Монтесиноса-Донахью из Den of Geek написал, что проблемой в эпизоде было «быстрое завершение всех сюжетных линий». Он посчитал, что «и мир духов, и захват Айро могли легко перетекать в другой эпизод».